# Умершие в июне 1995 года
Это список известных людей, соответствующих установленным критериям значимости (см. Википедия:Критерии значимости персоналий), умерших в июне 1995 года.
Причина смерти указывается лишь в исключительных случаях (убийство, самоубийство, гибель в результате военных действий, смертная казнь, ДТП или несчастные случаи). В остальных случаях — не указывается.
- 2 июня — Олег Еремецкий (27) — старший лейтенант, командир, Герой Российской Федерации.
- 4 июня — Сергей Капустин (42) — советский хоккеист, Заслуженный мастер спорта СССР (1975); инфаркт миокарда.
- 4 июня — Бени, Альфред (72) — австрийский шахматист, международный мастер.
- 4 июня — Боб Росс (52) — американский живописец.
- 5 июня — Иван Колованов (79) — участник Великой Отечественной войны, Герой Советского Союза.
- 5 июня — Максим Трошин (16) — русский певец, автор песен, поэт; погиб при невыясненных обстоятельствах.
- 6 июня — Алексей Быков — Полный кавалер Ордена Славы.
- 6 июня — Савелий Крамаров (60) — советский и американский киноактёр.
- 7 июня — Грант Бабаян (74) — участник Великой Отечественной войны, Герой Советского Союза.
- 7 июня — Михаил Рябов (80) — участник Великой Отечественной войны, Герой Советского Союза.
- 10 июня — Савва Дудель (85) — советский философ, доктор философских наук, профессор, специалист по материалистической диалектике и теории познания.
- 12 июня — Лен Карпинский (65) — российский общественный и политический деятель, публицист, главный редактор газеты «Московские новости» с августа 1991.
- 12 июня — Кузьма Кресницкий (69) — советский, белорусский режиссёр мультипликационных фильмов.
- 12 июня — Николай Никитский (73) — советский актёр и эстрадный певец.
- 14 июня — Роджер Желязны (58) — американский писатель-фантаст.
- 15 июня — Шулайкина, Лидия Ивановна (78)  — советская лётчица, участница Великой Отечественной войны. Единственная женщина — лётчик-штурмовик в морской авиации. Герой Российской Федерации (1.10.1993). Старший лейтенант (1947).
- 16 июня — Владимир Алексенко (72) — советский военачальник, генерал-лейтенант, дважды Герой Советского Союза.
- 16 июня — Степан Киселёв (76) — участник Великой Отечественной войны, Герой Советского Союза.
- 16 июня — Николай Кучурин (67) — советский легкоатлет, специалист по бегу на средние дистанции.
- 16 июня — Иван Чистяков (73) — Полный кавалер ордена Славы.
- 17 июня:
  - Кирилл Кузьмин (77), советский и российский альпинист и гидроэнергетик, заслуженный мастер спорта СССР (1954), заслуженный тренер СССР (1961), мастер спорта СССР международного класса (1967), шестикратный чемпион СССР по альпинизму, почётный энергетик СССР, заслуженный энергетик Киргизской ССР, почётный гражданин Саяногорска.
  - Фёдор Лемкуль — русский иллюстратор детских книг, коллекционер.
- 18 июня — Ильяс Асадуллин (19 или 20) — российский пограничник, кавалер ордена Мужества.
- 18 июня — Леокадия Масленникова (77) — советская оперная и эстрадная певица.
- 20 июня — Александр Ерёмин (86) — участник Великой Отечественной войны, Герой Советского Союза.
- 21 июня — Александр Блинков (84) — российский советский живописец, график, педагог, автор диорам и панорам.
- 22 июня — Александр Гуляев (77) — русский советский живописец.
- 22 июня — Леонид Дербенёв (64) — советский и российский поэт-песенник, переводчик, юрист.
- 22 июня — Пётр Логвин (76) — участник Великой Отечественной войны, Герой Советского Союза.
- 23 июня — Коэн, Моррис Генрихович (84)) — советский разведчик американского происхождения, Герой Российской Федерации (1995, посмертно).
- 23 июня — Константин Петров (86) инициатор стахановского движения в 1935 году на шахте «Центральная-Ирмино», парторг ЦК ВКП(б).
- 23 июня — Анатолий Тарасов (76) — советский хоккеист, футболист и тренер по этим видам спорта.
- 24 июня — Меир Зореа (72) — израильский военный и политический деятель, генерал Армии обороны Израиля.
- 24 июня — Алексей Курин (73) — участник Великой Отечественной войны, Герой Советского Союза.
- 24 июня — Михаил Прудников (82) — участник Великой Отечественной войны, Герой Советского Союза.
- 25 июня — Валентин Лукьянов (48) — советский шахматный композитор; мастер спорта СССР и международный мастер.
- 25 июня — Василий Сюсюкин (82) — старшина Красной армии; участник Великой Отечественной войны и полный кавалер ордена Славы.
- 26 июня — Григорий Клименко (89) — полковник Советской Армии, участник Великой Отечественной войны, Герой Советского Союза.
- 29 июня — Лана Тёрнер (74) — известная голливудская актриса; рак.
- 29 июня — Фатых Шарипов (74) — участник Великой Отечественной войны, Герой Советского Союза.
- 30 июня — Георгий Береговой (74) — лётчик-космонавт СССР, дважды Герой Советского Союза (единственный удостоен звезды Героя дважды — первой за Великую Отечественную войну, а второй — за полёт в космос).
- 30 июня — Яаков Меридор (81) — израильский политик, командир Иргуна.
- 30 июня — Анатолий Моисеенко (72) — участник Великой Отечественной войны, Герой Советского Союза.
- 30 июня — Гавриил Троепольский (89) — русский советский писатель.
- 30 июня — Назарий Яремчук (43) — украинский певец. Народный артист УССР.